# Piero D'Inzeo
Piero D'Inzeo   (Roma, 4 de març de 1923 - Roma, 13 de febrer de 2014) fou genet italià, guanyador de sis medalles olímpiques. Era germà del també genet i medallista olímpic Raimondo D'Inzeo.

## Carrera esportiva
Va participar, als 25 anys, en els Jocs Olímpics d'Estiu de 1948 celebrats a Londres (Regne Unit), on va participar en proves eqüestres individual i per equips del concurs de salts, si bé no finalitzà cap de les dues. En els Jocs Olímpics d'Estiu de 1952 realitzats a Hèlsinki (Finlàndia) participà en les proves de concurs complet, finalitzant sisè en la prova individual, guanyant així un diploma olímpic. En els Jocs Olímpics d'Estiu de 1956 realitzats a Melbourne (Austràlia), si bé les proves eqüestres es realitzaren a Estocolm (Suècia), aconseguí guanyar dues medalles: la medalla de plata en la prova de salts per equips i la medalla de bronze en la prova individual, just per darrere del seu germà Ramindo. En els Jocs Olímpics d'Estiu de 1960 realitzats a Roma (Itàlia) aconseguí novament dues medalles: la medalla de plata en la prova individual, novament quedant per darrere del seu germà, i la medalla de bronze en la prova per equips. En els Jocs Olímpics d'Estiu de 1964 realitzats a Tòquio (Japó) aconseguí revalidar la seva medalla en la prova per equips, si bé en la prova individual únicament pogué finalitzar novè. En els Jocs Olímpics d'Estiu de 1968 celebrats a Ciutat de Mèxic (Mèxic) no pogué obetenir cap medalla, finalitzant cinquè en la prova per equips (guanyant un nou diploma olímpic) i setè en la prova individual. En els Jocs Olímpics d'Estiu de 1972 realitzats a Múnic (Alemanya Occidental) aconseguí una nova medalla de bronze en la prova de salts per equips i en la prova individual finalitzà vint-i-dosè. Finalment participà, als 53 anys, en els Jocs Olímpics d'Estiu de 1976 realitzats a Mont-real (Canadà), els seus vuitens i últims Jocs, on finalitzà novè en la prova de salts per equips i vint-i-cinquè en la prova individual.
Al llarg de la seva carrera ha guanyat tres medalles en el Campionat d'Europa de la disciplina de salts, aconseguint una medalla d'or, així com tretze títols en competicions internacionals.
El maig de 2015 es va col·locar una placa en honor seu al Passeig de la Fama de l'esport italià de Roma, reservada per a antics atletes italians que han destacat en l'escena internacional.